# Malekula
Malekula (lub Malakula) – wyspa na Oceanie Spokojnym, druga pod względem wielkości wyspa archipelagu Nowe Hebrydy oraz państwa Vanuatu. 
Wyspę zamieszkuje ok. 23 000 osób. Największym skupiskiem ludności na wyspie jest Lakatoro, usytuowana na wschodnim wybrzeżu stolica prowincji Malampa. Najwyższe wzniesienie wyspy ma 879 m.
Podstawą gospodarki wyspy jest uprawa palmy kokosowej, kawy.